# Ђовани Точи
Ђовани Точи (итал. Giovanni Tocci; Косенца, 31. август 1994) елитни је италијански скакач у воду и члан репрезентације Италије. Његова специјалност су појединачни и синхронизовани скокови са даске са висина од једног и од три метра. 
Највећи успех у каријери остварио је на светском првенству 2017. у Будимпешти када је у дисциплини даска 1 метар освојио бронзану медаљу са 444,25 освојених бодова.
Био је члан италијанске олимпијске репрезентације на ЛОИ 2016. у Рио де Жанеиру где је у пару са Андрејом Кјарабинијем освојио 6. место у дисциплини даска 3 м синхронизовано. 